# Hemibagrus variegatus
Hemibagrus variegatus és una espècie de peix de la família dels bàgrids i de l'ordre dels siluriformes.

## Morfologia
Els mascles poden assolir els 12,1 cm de longitud total.

## Distribució geogràfica
Es troba al sud de Myanmar.